# Anput

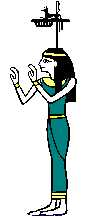
La diosa Anput.

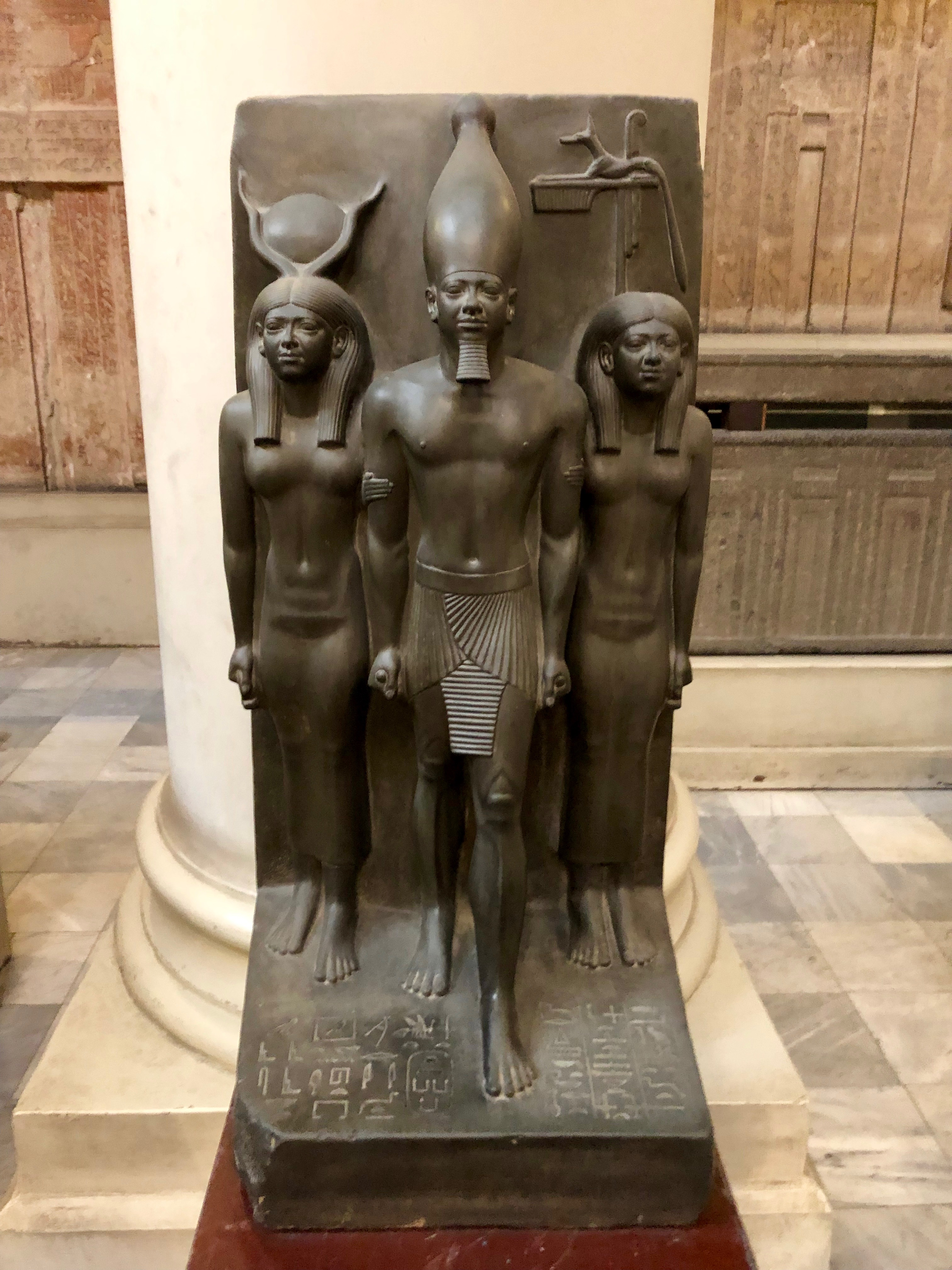
Anput (derecha) representado en una estatua tríada con Hathor y el faraón Micerino.

Anput es una diosa canina asociada a los funerales y al desierto en la mitología egipcia. Una paredra de Anubis, comparte muchas de sus funciones y como él, el centro de su culto está en la ciudad de Cinópolis "la ciudad de los perros" (Henou en egipcio) en el nomo XVII del Alto Egipto. Su nombre egipcio es Inpout o Anepout.
Era venerada en Cinópolis como esposa de Anubis y madre de Qebehut (véase Tríada de Cinópolis) y como madre protectora y nutricia. Pero también era adorada en Licópolis (con Anubis) y en Dendera (probablemente equiparada con Hathor).
En Dendera aparece como un chacal parado sobre sus patas traseras y blandiendo cuchillos con sus patas delanteras. En esta forma es la asesina de los enemigos de Osiris.
A veces se la representaba como una mujer con cabeza de chacal o como un chacal preñado, pero esto era muy raro. Generalmente se la representaba como una mujer que llevaba en la cabeza el emblema del nomo XVII del Alto Egipto (un chacal con una pluma sobre un estandarte) como se muestra, por ejemplo, en la estela de la tríada de Micerino que lo representa en el centro rodeado de Hathor y Anput.